# Rozdil'na
Rozdil'na (in ucraino Роздільна?) è una città  dell'Ucraina (17 441 abitanti) situata nel distretto di Rozdil'na, nell'oblast' di Odessa. Ospita l'amministrazione del Distretto di Rozdil'na e della comunità territoriale di Rozdil'na, una delle comunità territoriali dell'Ucraina.